# Ipparco (cavalleria)
L'ipparco (in greco antico: ἵππαρχος?, hípparchos, da ἵππος hìppos, "cavallo", e ἀρχή arkhḕ, "comando") era un grado militare presente negli eserciti dell'antica Grecia, assegnato al comandante di un'unità di cavalleria ("ipparchia") composta da 512 uomini; due ipparchie formavano poi una "epiparchia" (1.024 uomini) comandata da un "epiparco". La carica di ipparco, direttamente subordinata a quella dello stratega, era elettiva e durava un anno.